# Наньпи
Наньпи́ (кит. упр. 南皮, пиньинь Nánpí) — уезд городского округа Цанчжоу провинции Хэбэй (КНР). Название уезда составлено из иероглифов «юг» и «кожа».

## История
Ещё в период Воюющих царств, когда правитель царства Ци пошёл войной на царство Янь, то остановился в этом месте, чтобы починить кожаные изделия. Здесь был город, занимавшийся кожаными изделиями, который назывался Пичэн (皮城). Так как севернее находился пункт с похожим названием — Бэйпичэн (北皮城; «Северный город кожи»), то к названию данного пункта добавили иероглиф «южный», и получился Наньпичэн.
После того, как царство Цинь объединило весь Китай, и создало первую в истории страны централизованную империю, здесь был создан уезд Наньпи.
Во время войны с Японией в 1944 году уезды Дунгуан, Наньпи и Уцяо были слиты в единый уезд Дуннаньу (东南吴县). После войны в 1946 году уезды были восстановлены, но уезд Наньпи был при этом передан в состав провинции Шаньдун.
В августе 1949 года был создан Специальный район Цаннань (沧南专区), и уезд вошёл в его состав. В мае 1950 года Специальный район Цаннань был расформирован, и уезд Наньпи перешёл в состав Специального района Дэчжоу (德州专区).
В ноябре 1952 года уезд был передан в состав провинции Хэбэй и вошёл в состав Специального района Цансянь (沧县专区). В июне 1958 года Тяньцзинь был понижен в статусе, став городом провинциального подчинения, и Специальный район Цансянь был присоединён к Специальному району Тяньцзинь (天津专区), территория уезда Наньпи при этом была разделена между уездами Цзяохэ и Нинцзинь. В начале 1959 года Специальный район Тяньцзинь был расформирован, а вся его территория вошла в состав города Тяньцзинь.
В июне 1961 года были восстановлены Специальный район Цанчжоу (沧州专区) — бывший Специальный район Цансянь, и воссозданный уезд вошёл в его состав. В декабре 1967 года Специальный район Цанчжоу был переименован в Округ Цанчжоу (沧州地区). В 1993 году Округ Цанчжоу и город Цанчжоу были расформированы, а на их территориях был образован Городской округ Цанчжоу.

## Административное деление
Уезд Наньпи делится на 6 посёлков и 3 волости.